# کمپتون و چکسندس
کمپتون و چکسندس (به انگلیسی: Campton and Chicksands) یک منطقهٔ مسکونی در بریتانیا است که در Central Bedfordshire واقع شده‌است. کمپتون و چکسندس ۱٬۶۹۹ نفر جمعیت دارد.